# 乡村人口
乡村人口是指分散居住于农村地区的人口，属于对人群的所从事的产业进行的分类。“乡村人口”的特点是依靠农业生产性为主的人群及其家庭；一般认为乡村人口在总人口占有率越低，该地区的工业化、城镇化或城市化水平越高，反之亦然。在中国大陆，“乡村人口”自1990年代前后在统计学领域渐渐使用较多的用语，以代替之前农业人口。